# جوزيف إدموند يورغ
جوزيف إدموند يورغ (بالألمانية: Josef Edmund Jörg )‏ (و. 1819 – 1901 م) هو مؤرخ، ومؤلف، وأمين الأرشيف، وكاتب، وصحفي، وسياسي ألماني، ولد في إمنشتات، كان عضوًا في حزب الوسط، توفي في لاندسهوت، عن عمر يناهز 82 عاماً.

## مناصب
تولى منصب عضو مجلس النواب الألماني للإمبراطورية الألمانية
- عضو في غرفة مندوبي بافاريا ‏
- Member of the Customs Parliament ‏.